# Chlaeniitae
Chlaeniitae es una supertribu de coleópteros adéfagos de la familia Carabidae. 

## Tribus
Tiene las siguientes tribu:
- Chaetogenyini
- Chlaeniini -
- Cuneipectini -
- Dercylini -
- Geobaenini -
- Licinini -
- Melanchitonini -
- Oodini -
- Panagaeini